# دشقوتان
دشقوتان (بالاشورية:ܕܫܩܘܬܢ) هي بلدة اشورية تقع في محافظة نينوى (محافظة) شمال غرب العراق تقع شرق مدينة القوش بـ 25 كم وتبعد عن مدينة الموصل بـ50 كم شمالاً.

## الأرض
تمتلك دشقوتان بحوالي 5 كم من الأراضي الزراعية الجيدة، تقع القرية على تلة وتحيط بها العديد من المروج، كما أن لديها نهر صغير الذي يمتد على طول الجانب الغربي من القرية.

## وصلات خارجية
http://dashqotan.atspace.com